# What the Future Holds
What the Future Holds è il sesto album in studio del gruppo musicale britannico Steps, pubblicato nel 2020.

## Tracce
1. What the Future Holds (Single Mix) – 3:48 (Greg Kurstin, Sia Furler)
2. Something in Your Eyes – 3:01 (Erik Bernholm, Henrik Sethsson, Thomas G:son)
3. Clouds – 3:55 (Emma Rohan, Grace Barker, Jez Ashurst)
4. To the Beat of My Heart – 3:10 (Sarah Thompson, Uzoechi Emenike, Annie Yuill, Ben Taylor, Brian Higgins, Keir MacCulloch, Kyle Mackenzie, Lee Voss, Matt Grey, Miranda Cooper, Mollie King)
5. Father's Eyes – 3:51 (Arnthor Birgisson, Ina Wroldsen)
6. One Touch – 3:51 (Chris Wahle, Laura White, Neil Treppas)
7. Under My Skin – 3:31 (Charlie Walshe, Farley Arvidsson, Rachel Furner)
8. Heartbreak in This City – 3:27 (Karl Twigg, Stella Attar)
9. Come and Dance with Me – 3:45 (Fiona Bevan, Carl Ryden)
10. Don't You Leave Us Halfway – 3:10 (Christian Fast, Märta Grauers, Tania Doko)
11. To the One – 3:54 (Hannah Robinson, Stone, Gingell)
12. Hold My Heart – 3:47 (Isa Molin, Robin Stjernberg)
13. What the Future Holds – 4:27 (Kurstin, Furler)

## Formazione
- Lee Latchford-Evans
- Claire Richards
- Lisa Scott-Lee
- Faye Tozer
- Ian "H" Watkins